# Birger Peitersen
Birger Bloch Peitersen (født 7. marts 1945) er en dansk fodboldekspert, der tidligere har trænet Brøndby IF. Han er i dag ansat ved Institut for Idræt ved Københavns Universitet.
Peitersen blev i 1972 uddannet i idræt og historie ved Københavns Universitet. Han blev derefter idrætskonsulent i Zambia. I 1975 blev han gymnasielærer ved Rungsted Statsskole, inden han i 1981 kom til Danmarks Højskole for Legemsøvelser (det nuværende Institut for Idræt).
Som spiller spillede Peitersen for Skovbakken IK i 2. division. I 1978 fik han sit første job som træner for Helsingør IF, et job han havde, indtil han begyndte på Danmarks Højskole for Legemsøvelser. Fra 1985-1988 var han landstræner for Danmarks kvindelandshold. I 1987 blev han tilmed træner for Brøndby IF, da Ebbe Skovdahl tog til SL Benfica, og vandt det danske mesterskab samme år. Han havde jobbet i Brøndby sideløbende med kvindelandsholdet, men stoppede da Skovdahl året efter kom hjem igen.
Siden 1984 har han været ekspert på flere kanaler i fjernsynet bl.a. DR, TV3 og Kanal 5.

## Klubber som træner
- 1978-1981: Helsingør IF
- 1985-1988: Danmarks damelandshold
- 1987-1988: Brøndby IF